# Sankt Peters klosters socken
Sankt Peters klosters socken i Skåne ingick i Torna härad, uppgick 1914 i Lunds stad, och området är sedan 1971 en del av Lunds kommun. 2016 inrättades Lunds Sankt Peters klosters distrikt som dock inte till fullo motsvarar sockenområdet. 
Socknens areal var 7,62 kvadratkilometer land.  År 1913 fanns här 889 invånare.  Västra delen av tätorten Lund samt sockenkyrkan Sankt Peters klosters kyrka ligger i socknen. 

## Administrativ historik
Socknen har medeltida ursprung. På medeltiden även kallad Nunnesogn.
Vid kommunreformen 1862 övergick socknens ansvar för de kyrkliga frågorna till Sankt Peters klosters församling och för de borgerliga frågorna bildades Sankt Peters klosters landskommun. Landskommunen uppgick 1914 i Lunds stad som ombildades 1971 till Lunds kommun.
1 januari 2016 inrättades distriktet Lunds Sankt Peters klosters distrikt, med samma omfattning som församlingen hade sedan 1972 efter att flera gränsjusteringar gjorts efter 1914 främst mot Lunds domkyrkoförsamling.
Socknen har tillhört län, fögderier, tingslag och domsagor enligt vad som beskrivs i artikeln Torna härad. De indelta soldaterna tillhörde Södra skånska infanteriregementet, Torna kompani.

## Geografi
Sankt Peters klosters socken ligger närmast väster om Lund norr om Höje å. Socknen är en odlad slättbygd på Lundaslätten, nu till stor del tättbebyggd.

## Namnet
Namnet skrevs 1300-1333 Petri Lundis. Det kommer från församlingskyrkan, ursprungligen tillhörig Sankt Peters nunnekloster.